# Sistema Buchholz
O Sistema Buchholz (também grafado Buchholtz) é a soma da pontuação de cada um dos oponentes enfrentados ao longo de uma competição. 
A ideia é, em caso de empate, favorecer o competidor que tiver enfrentado os adversários mais fortes. 
Esse calculo é utilizado como critério de desempate em diversas competições, principalmente as realizadas no Sistema Suíço. O Buchholz possui muitas variantes como, por exemplo, o Median-Buchholz que também prevê a soma dos pontos dos oponentes enfrentados, mas descartando a melhor e a pior pontuação.

Foi desenvolvido por Bruno Buchholz em 1932 para torneios no Sistema Suíço. Originalmente, foi desenvolvido como um método auxiliar de pontuação, mas logo passou a ser usado como um sistema de desempate. Foi provavelmente utilizado pela primeira vez no torneio de Bitterfeld de 1932. Foi desenvolvido para substituir o sistema Neustadtl.